# Complément circonstanciel de lieu
 (septembre 2016).
Améliorez-le ou discutez des points à vérifier. 
Les compléments circonstanciels de lieu situent l'action dans l'espace, à l'intérieur d'une phrase ou d'une proposition.

## Grammaire française
Le complément circonstanciel est également appelé "complément de phrase", facultatif, non essentiel à la compréhension de la phrase.
Il complète une phrase entière : il peut à la fois être déplacé dans la proposition ou la phrase, et être supprimé (ou effacé), sans nuire au sens.
Le complément circonstanciel est généralement un groupe nominal prépositionnel (précédé d'une préposition).
Celui-ci peut être rarement remplacé par un pronom personnel dit adverbial. Mais ces pronoms adverbiaux (en, y) peuvent aussi servir de complément indirect ou de complément essentiel (J'en viens, j'y vais.).
Le complément circonstanciel de lieu peut consister en un adverbe de lieu (ici, là, là-bas...), moins mobile, mais susceptible d'être supprimé, ou un groupe adverbial. 
Le complément circonstanciel de lieu ne peut être ni une proposition subordonnée, ni aucune forme verbale.

## Quelques exemples de compléments circonstanciels de lieu
Près de la véranda, le petit Nicolas joue au football.
A l'entrée du musée Magritte, les touristes font la queue.
En Australie, les kangourous se promènent en liberté.
Les enfants jouent sous la tente.
Sur la plage de l'île de Tortuga, les pirates cherchent un trésor.

## Principales confusions à éviter
- le complément indirect de lieu, ou complément essentiel, ne complète pas une phrase entière mais un verbe : il ne peut donc ni être déplacé, ni être supprimé. Il peut consister en un pronom (en, y).
  - Complément indirect de lieu : 
    - Cet été, Léa ira à Paris.   → A Paris, cet été, Léa ira.       → Cet été, Léa ira.
    - Quand on va de Paris à Marseille, on passe en général par Lyon.

  - Complément indirect de lieu pronominal : J'y vais. Tu en viens.

- le complément du nom,  parfois dénommé déterminatif, s'il mentionne un lieu : il se rapporte au nom qui le précède, peut être supprimé, mais ne peut pas être déplacé. 
  - Complément du nom : J'ai acheté un chapeau qui vient de Chine.    → J'ai acheté un chapeau.      → Qui vient de Chine, j'ai acheté un chapeau.
  - Complément du nom : J'ai acheté un chapeau de Chine.